# Henry A. Lea
Henry A. Lea (geboren als Heinz Liachowsky 8. Mai 1920 in Berlin; gestorben 4. April 2013 in Amherst (Massachusetts)) war ein deutschamerikanischer Literaturwissenschaftler.

## Leben
Heinz Liachowsky war ein Sohn des Pianisten Waldemar Liachowsky und der Sängerin Paula Lewin (Nivel), von ihnen erhielt er seinen ersten Musikunterricht. Er wuchs mit seinem Bruder Rudolph (1923–2023) in Berlin auf. Nach der Machtübergabe an die Nationalsozialisten 1933 organisierte der Vater der beiden Geschwister 1934, dass diese per Schiff mit einer Gruppe jüdischer Flüchtlingskinder ins US-amerikanische Exil gelangten. Sie kamen nach Pennsylvania und änderten den Familiennamen in Lea. Henry besuchte die Central High School in Philadelphia und erhielt ein Stipendium für ein Romanistikstudium an der University of Pennsylvania. Nach dem Bachelorexamen 1942 wurde er Soldat der US Army bei den sogenannten Ritchie Boys und durchlief eine Ausbildung zum Verhör der Kriegsgefangenen aus der Wehrmacht. Er wurde in Belgien und im besetzten Deutschland eingesetzt.
1947 wurde Lea als Übersetzer und Simultandolmetscher zu den Nürnberger Kriegsverbrecherprozessen abgeordnet und lernte dort Wolfgang Hildesheimer kennen. Er war danach noch zwischen 1948 und 1949 als Übersetzer bei der US-amerikanischen Militärregierung in Frankfurt am Main tätig.
Zurück an der University of Pennsylvania machte er 1951 einen M.A. in Germanistik und wurde 1952 Dozent an der University of Massachusetts Amherst. Er wurde 1962  bei Adolf D. Klarmann mit einer Dissertation über Franz Werfel promoviert.
Lea ging 1986 als Professor in den Ruhestand.

## Schriften (Auswahl)
- Gustav Mahler und der Expressionismus. Heidelberg: Stiehm, 1968
- Sigrid Bauschinger, Susan L. Cocalis, Henry A. Lea (Hrsg.): Film und Literatur. Bern: Francke, 1984
- Gustav Mahler – man on the margin. Bonn: Bouvier, 1985
- Wolfgang Hildesheimers Weg als Jude und Deutscher. Stuttgart: Heinz, 1997
- Hans Lamm, in: John M. Spalek (Hrsg.): Deutschsprachige Exilliteratur seit 1933. Bd. 3, USA T. 2. München: Saur, 2001, S. 245–257